# Houston Street
Houston Street (udtales ['hau.stin]) er en stor gennemfartsvej fra øst mod vest i downtown New York City.  Den løber på tværs gennem hele bredden af Manhattan, fra Hudson River til East River, og fungerer som grænse mellem nabolagene Greenwich Village og SoHo på vestkanten, og East Village og Lower East Side på østkanten.
40°43′29″N 73°59′41″V / 40.7248°N 73.9946°V